# 3-я резервная авиационная группа
3-я резервная авиационная группа — воинское соединение вооружённых сил СССР в Великой Отечественной войне.

## История
Начала формирование согласно приказу Наркома обороны от 21 июля 1941 года, как и другие резервные авиагруппы — для усиления ВВС на важнейших направлениях фронтов, находясь в подчинении Ставки Главнокомандования. Формировалась на основе 59-й истребительной авиационной дивизии
В составе действующей армии с 4 сентября 1941 года по 24 марта 1942 года.
В сентябре — октябре 1941 года действует в подчинении 54-й армии в районе Синявино, в конце октября 1941 года в связи с немецким наступлением переброшена под Тихвин, до середины декабря 1941 года действует в прямом подчинении Управления ВВС Ленинградского фронта в Тихвинской наступательной операции, затем в до расформирования в интересах 4-й армии, ведущей бои под Киришами.
24 марта 1942 года расформирована на Волховском фронте.

## Подчинение
| Дата            | Фронт (округ)       | Армия      | Корпус | Примечания                                         |
| --------------- | ------------------- | ---------- | ------ | -------------------------------------------------- |
| 01.10.1941 года | Ленинградский фронт | 54-я армия | -      | 160, 185, 240, 283 иап, 225, 275, 452 бап, 218 шап |
| 01.11.1941 года | Ленинградский фронт | -          | -      | 160, 185, 283, 523, 563 иап, 225, 275, 218 шап     |
| 01.12.1941 года | Ленинградский фронт | -          | -      | 160, 239 иап, 185, 225 бап, 218 шап                |
| 01.01.1942 года | Волховский фронт    | 4-я армия  | -      | 160, 185, 239 иап, 218 шап, 225 бап                |
| 01.02.1942 года | Волховский фронт    | 4-я армия  | -      | 185, 239 иап, 218 шап                              |
| 01.03.1942 года | Волховский фронт    | 4-я армия  | -      | 3 гв., 185, 239 иап, 121 бап                       |

## Командиры
- полковник Холзаков, Евгений Яковлевич[3], 03.09.1941 - 21.01.1942.
- полковник Буянский, Николай Николаевич[4], 21.01.1942 - 01.07.1942

## Отличившиеся воины
- Ковшаров Иван Акимович, лейтенант, штурман эскадрильи 225-го ближнего бомбардировочного авиационного полка 3-й резервной авиационной группы ВВС 4-й армии Указом Президиума Верховного Совета СССР от 17 декабря 1941 года удостоен звания Герой Советского Союза. Золотая Звезда № 648.
- Панфилов Василий Дмитриевич, лейтенант, командир эскадрильи 225-го ближнебомбардировочного авиационного полка 3-й резервной авиационной группы ВВС 4-й армии Указом Президиума Верховного Совета СССР от 17 декабря 1941 года удостоен звания Герой Советского Союза. Золотая Звезда № 621.
- Силантьев Александр Петрович, старший лейтенант, заместитель командира эскадрильи 160-го истребительного авиационного полка 3-й резервной авиационной группы ВВС 4-й армии Указом Президиума Верховного Совета СССР от 17 декабря 1941 года удостоен звания Герой Советского Союза. Золотая Звезда № 620.